# Юкчинський діалект
Юкчинський діалект (кор. 육진 방언) — один із найбільш своєрідних й архаїчних діалектів корейської мови. Сформувався в XV столітті на крайній півночі середньовікової корейської держави, у прикордонній смузі Юкчин на південному березі річки Туманган. Фортеці («чин») Чонсон, Онсон, Кьонвон, Кьонхин, Пурьон, Хверьон розташовувалися вздовж середньої та нижньої течії річки Туманган на землях, що були приєднані до території середньовічної Кореї в 1434 році, під час правління короля Седжона. Юкчин був освоєний з метою захисту від нападів із північного заходу кочівників-чжурчженів. Саме будівництво продовжувалося майже століття. У той час регіон заселяли в основному родини військових із Пхеньяну, а тому юкчинський діалект має центральнокорейську основу та несхожий на хамгьонський діалект. Поруч із корейцями тут селилися й чжурчжени.
На відміну від хамгьонського діалекту, юкчинський сильно архаїчний. До архаїзмів відносяться такі особливості, як використовування лише старого називного відмінка 이 (і) замість 가 (ка). Рівноважна вимова дифтонгів також є одною з особливостей юкчинського діалекту - щоправда, тут він не єдиний у своєму роді. До 1895 року цей діалект був практично єдиним діалектом корейських переселенців у Російській імперії. Після цієї дати в Російській імперії з'явилися носії мьончон-кільчжинської говірки хамгьонського діалекту, у результаті чого в багатьох поселеннях почався прочес їхнього змішання з паралельно посиленим впливом російської мови.